# I-Alien
I-Alien, scritto anche I Alien, è un videogioco pubblicato nel 1987-1988 per Amstrad CPC, Commodore 64 e ZX Spectrum dalla CRL Group. Si controlla un alieno dall'aspetto caricaturale e il gameplay è di tipo esplorativo, sparatutto e a piattaforme.

## Trama
In seguito all'estinzione degli animali terrestri dovuta alla guerra nucleare, gli umani cercano nello spazio nuove specie da usare come cibo e cavie da laboratorio. Un'astronave terrestre è giunta su un pianeta alieno e sono stati catturati molti degli abitanti, creature tozze con occhi da lumaca e due grossi piedi. Il protagonista è uno degli alieni prigionieri che tenta di fuggire, raggiungendo una navicella nascosta nelle viscere del pianeta. Deve trovare la via di fuga attraverso l'astronave terrestre, la superficie del pianeta e i canali sotterranei, combattendo con spruzzi acidi contro robot e contro suoi simili mutati dagli umani.

## Modalità di gioco
Il giocatore controlla l'alieno in un labirinto di lunghi corridoi su più piani a scorrimento orizzontale. La visuale è di lato e mostra due piani alla volta. L'alieno può camminare in orizzontale, saltare e sparare in orizzontale con munizioni limitate. Per cambiare piano si possono utilizzare teletrasporti, con l'aspetto di pannelli sulle pareti in cui l'alieno si infila e poi scivola fuori, che in base al colore permettono di passare al piano superiore e/o inferiore; oppure si può cadere da eventuali interruzioni nel pavimento. Si hanno più vite e per ciascuna una riserva di energia, ma si può perdere anche la vita direttamente, ad esempio cadendo nelle trappole acuminate. C'è inoltre un tempo limitato dato dal cronometro di una bomba, che deve essere più volte ricaricato dalle apposite stazioni di reset della bomba, altrimenti quando arriva a zero si va direttamente al game over.
I nemici arrivano in continuazione, avanzano meccanicamente e sono pericolosi se toccati. I mutanti sono alieni deformati, che conservano solo gli occhi da lumaca della specie originale, e riducono l'energia. Alcuni mutanti distrutti lasciano resti acidi, da raccogliere per ricaricare l'arma; altri lasciano i trasmettitori che gli erano stati impiantati, da evitare perché rendono temporaneamente invertiti i controlli dell'alieno.
I robot, di varie forme, riducono anch'essi l'energia. Alcuni robot distrutti lasciano cristalli da raccogliere per ricaricare l'energia. I robot di un certo tipo, anziché un danno immediato, causano la perdita lenta e continua dell'energia (curabile alle stazioni di reset) e sono anche immuni ai colpi. Alcuni piani sono pattugliati da particolari robot di sicurezza che uccidono all'istante e quando distrutti, a seconda del tipo, possono lasciare la ricarica di arma o di energia.
Ci sono infine i "draghi di ghiaccio", un'altra specie sottomessa, che sono innocui, ma congelano temporaneamente l'alieno se la sua energia è bassa.
Si possono incontrare propri simili prigionieri e non mutati, mentre vengono trasportati da celle mobili (una sorta di camicie di forza), e toccandoli vengono liberati. Se se ne liberano dieci si vince una vita. Bisogna però evitare di sparargli, quelli uccisi accidentalmente contano in negativo.